# Tofselenia
Tofselenia (Elaenia cristata) är en fågel i familjen tyranner inom ordningen tättingar.

## Utseende och läte
Tofselenia är en medelstor tyrann som vanligen uppvisar en rest tofs utan några vita teckningar. Den är mycket lik andra elenior och identifieras bäst på sången, ett skrovligt "jer-jéhjeh", och lätet, ett mjukt "wee". Notera även olivgrön rygg, gråaktigt bröst, ljus buk och två vingband.

## Utbredning och systematik
Tofselenia delas in i två underarter med följande utbredning:
- Elaenia cristata cristata – förekommer från Venezuela och Guyanaregionen till Amazonområdet, östra Brasilien och nordöstra Bolivia
- Elaenia cristata alticola – förekommer på platåberg i södra Venezuela (sydöstra Bolivar) och angränsande norra Brasilien

## Levnadssätt
Tofselenian hittas i öppna områden med spridda träd och savannskog. Där ses den vanligen sitta mycket upprätt i toppen av en buske eller ett träd.

## Status och hot
Arten har ett stort utbredningsområde, men tros minska i antal, dock inte tillräckligt kraftigt för att den ska betraktas som hotad. Internationella naturvårdsunionen IUCN listar arten som livskraftig (LC).